# Salmo 101

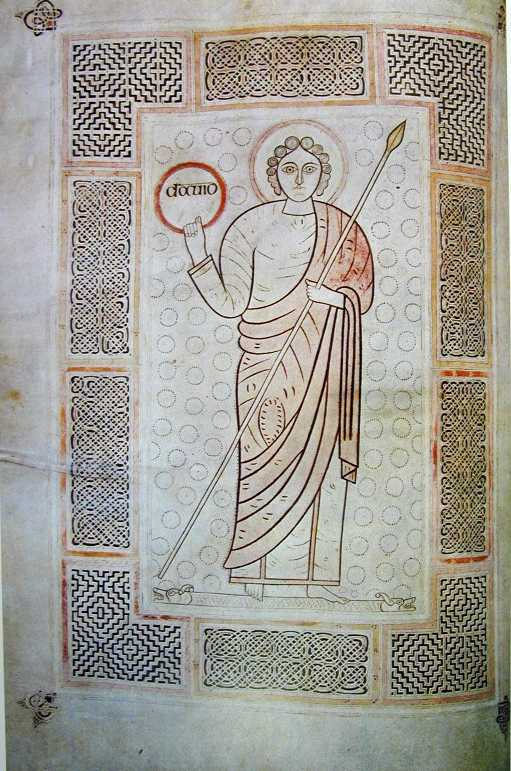
Miniatura di Davide trionfante, che illustra il salmo 101.

Il salmo 101 (100 secondo la numerazione greca) costituisce il centunesimo capitolo del Libro dei salmi.
È tradizionalmente attribuito al re Davide. È utilizzato dalla Chiesa cattolica nella liturgia delle ore.